# Heraclides Esculapi
Heraclides (llatí: Heracleides, en grec antic: Ἡρακλείδης) va ser un metge grec de l'illa Cos. Era el setzè descendent d'Esculapi, fill d'Hipòcrates I, del segle v aC. Es va casar amb Fenàreta o amb Praxítea, amb la que tingué dos fills: Sosandre i Hipòcrates II, el famós metge Hipòcrates.